# So Not Worth It
So Not Worth It (내일 지구가 망해버렸으면 좋겠어?, Nae-il jiguga manhaebeoryeoss-eumyeon jokess-eoLR; lett. "Sarebbe bello se la Terra collassasse domani") è una serie televisiva sudcoreana distribuita da Netflix il 18 giugno 2021.

## Personaggi e interpreti
- Se-wan, interpretata da Park Se-wan
- Jamie, interpretato da Shin Hyeon-seung
- Sam, interpretato da Choi Young-jae
- Minnie, interpretata da Minnie
- Hyun-min, interpretato da Han Hyun-min
- Carson, interpretato da Carson Allen
- Hans, interpretato da Joakim Sorensen
- Terris, interpretato da Terris Brown

## Riconoscimenti
- Blue Dragon Series Award[3]
  - 2022 – Candidatura Miglior fotografia (drama)
  - 2022 – Candidatura Miglior nuovo attore a Shin Hyun-seung
  - 2022 – Candidatura Miglior nuovo attore a Choi Young-jae
  - 2022 – Candidatura Miglior nuovo attore a Han Hyun-min
  - 2022 – Candidatura Miglior nuova attrice a Park Se-wan
  - 2022 – Candidatura Miglior nuova attrice a Minnie